# Isak Pettersson
Carl Isak Emanuel Pettersson (6 giugno 1997) è un calciatore svedese, portiere dell'Elfsborg.

## Biografia
Pettersson è cresciuto presso la località di Veinge, nei pressi di Laholm. Il club in cui è cresciuto calcisticamente è il Genevad/Veinge IF.

## Carriera
Nell'estate del 2013, quando aveva 16 anni, si è trasferito all'Halmstad, con cui inizialmente ha continuato a giocare a livello giovanile. Nei primi mesi del 2016 si è affacciato alla prima squadra giocando una partita di coppa persa 3-0 contro l'IFK Göteborg, ma in primavera ha giocato poco più di due mesi e mezzo in prestito all'Öster in Division 1. A luglio è rientrato alla società di appartenenza per fine prestito, a fare il percorso inverso in prestito dall'Halmstad all'Öster è stato il compagno di ruolo Malkolm Nilsson. Nonostante il rientro, Pettersson è rimasto in panchina per tutte le restanti partite della Superettan 2016, conclusa con il ritorno in Allsvenskan dopo il doppio spareggio salvezza/promozione.
Lo stesso Pettersson, non ancora ventenne, e il ventitreenne Nilsson sono stati i due portieri su cui l'Halmstad ha puntato per l'Allsvenskan 2017, ma la scelta del tecnico Jan Jönsson (e successivamente di Igor Krulj) per il ruolo di primo portiere è ricaduta su Pettersson. Il suo esordio in Allsvenskan è avvenuto il 1º aprile 2017, quando l'Halmstad ha battuto l'Östersund per 1-0 tra le mura amiche. Pettersson ha giocato le prime 26 giornate di campionato: per le ultime quattro partite stagionali, dato che la squadra era praticamente retrocessa, Krulj ha preferito schierare la riserva Malkolm Nilsson.
Scaduto il contratto con l'Halmstad nel dicembre 2017, Pettersson ha firmato un triennale con l'IFK Norrköping. Ha iniziato l'Allsvenskan 2018 come portiere titolare complice anche l'assenza per infortunio di David Mitov Nilsson ma, anche dopo il rientro di quest'ultimo avvenuto pochi mesi dopo, Pettersson ha comunque mantenuto il proprio posto tra i pali. Sia nel 2018 che nel 2019 è stato votato miglior portiere dell'intero campionato di Allsvenskan. Ha lasciato il club biancoblu dopo la stagione 2020, alla scadenza del proprio contratto.
Il 5 gennaio 2021 è stato ingaggiato a parametro zero dai francesi del Tolosa, militanti in Ligue 2.
Il 31 gennaio 2023, i norvegesi dello Stabæk hanno reso noto il tesseramento di Pettersson, che ha firmato un contratto annuale con il nuovo club. La squadra ha concluso il campionato di Eliteserien 2023 al penultimo posto in classifica, scendendo così di categoria.
Il 30 dicembre 2023 è stato reso noto che, a partire dall'imminente mese di gennaio, Pettersson sarebbe tornato a far parte di un club svedese con la firma di un contratto triennale con l'Elfsborg, società che era in cerca di un sostituto in vista della cessione del miglior portiere dell'Allsvenskan 2023 ovvero Hákon Rafn Valdimarsson.

## Palmarès

### Club

#### Competizioni nazionali
- Ligue 2: 1

Tolosa: 2021-2022